# Hemboog

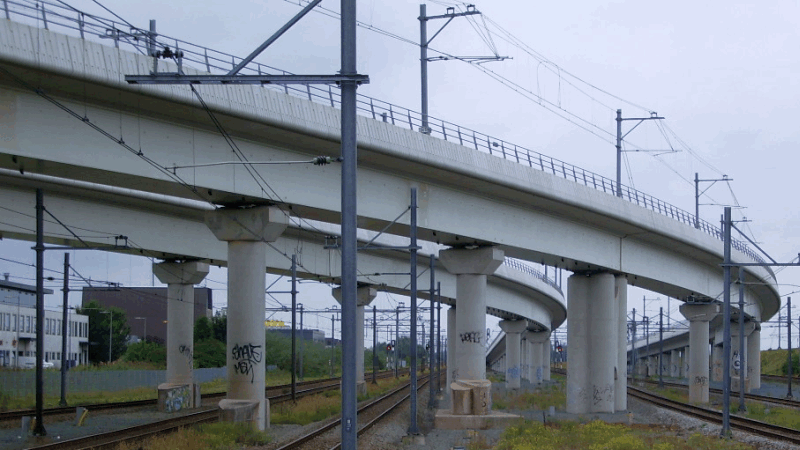
Der Hemboog vom Bahnhof Sloterdijk gesehen

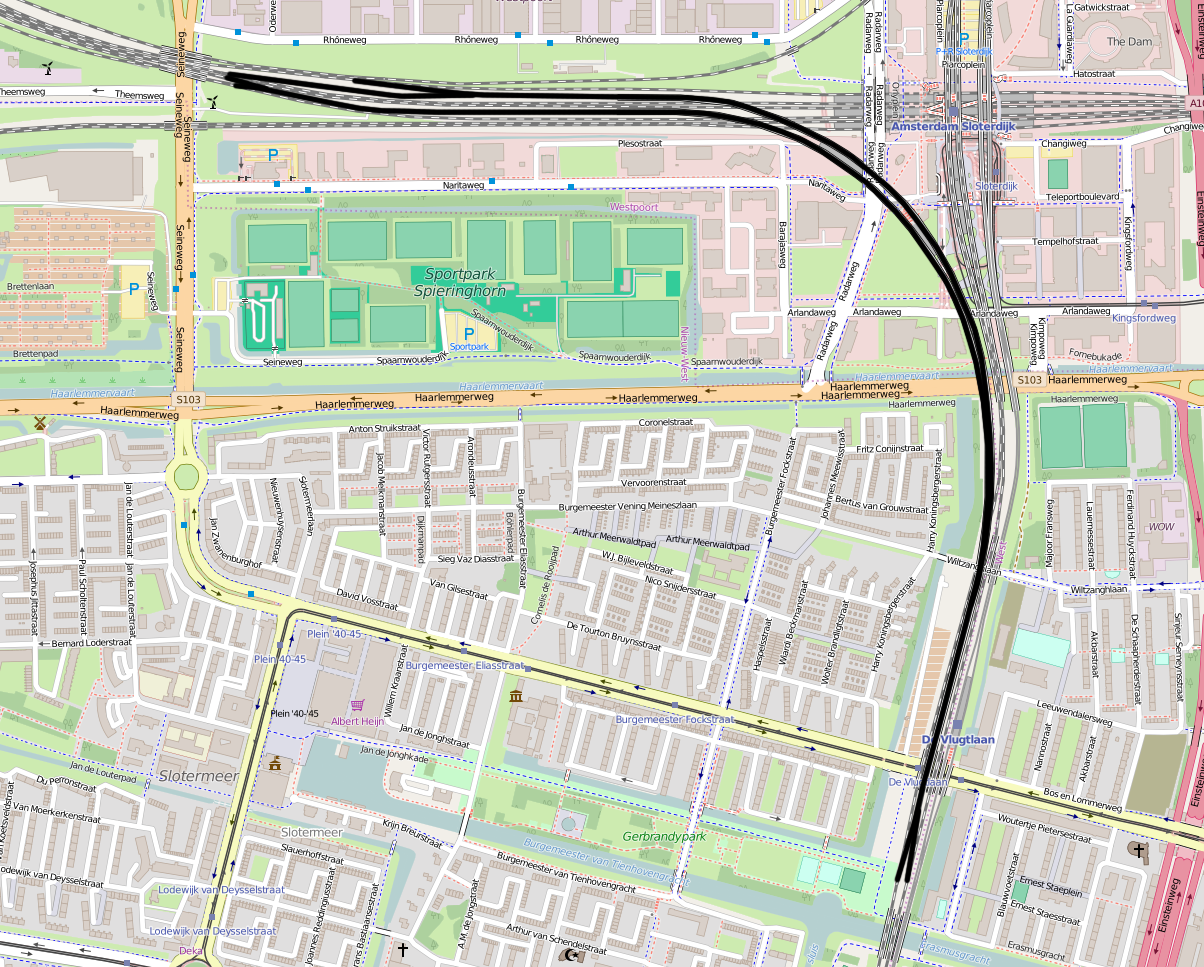
Verlauf

Hemboog (auf Deutsch so viel wie „Hem Bogen“) ist ein etwa 3,3 km langes Schienen-Überführungbauwerk im Nordwesten der niederländischen Hauptstadt Amsterdam, welches am 13. Dezember 2003 eröffnet wurde.
Der Hemboog ermöglicht den Zügen aus dem nördlichen Teil der Provinz Nordholland eine direkte Verbindung zum Flughafen Schiphol.
Vorher mussten die Passagiere bis zum Bahnhof Amsterdam Sloterdijk fahren und dort in Richtung Flughafen umsteigen.
Der Hemboog fädelt nach dem U-Bahnhof „Jan van Galenstraat“ aus der Bahnstrecke Amsterdam Centraal–Schiphol aus und führt auf zwei eingleisigen Viadukten in Richtung Westen über die Bahnstrecke Amsterdam–Haarlem (hat keine Verbindung mit dieser) und fädelt anschließend in die parallel führende Bahnstrecke Amsterdam–Zaandam ein. Nach wenigen hundert Metern verzweigen sich die beiden Bahnstrecken Richtung Haarlem und Zaandam wieder.
Im Dezember 2008 wurde ein Haltepunkt am Hemboog nahe dem Bahnhof Sloterdijk eröffnet. Seitdem hält zweimal stündlich in jede Richtung ein Zug an dem neuen Haltepunkt. Im Fahrplanjahr 2023 hält dort der Sprinter (Hoorn Kersenboogerd –) Hoorn – Zaandam – Amsterdam Sloterdijk – Schiphol – Hoofddorp (– Leiden Centraal – Den Haag Centraal).